# 1,1,3,3-Tetramethylguanidin
1,1,3,3-Tetramethylguanidin (TMG) ist eine chemische Verbindung aus der Gruppe der Guanidine.

## Eigenschaften
1,1,3,3-Tetramethylguanidin ist eine farblose Flüssigkeit mit aminartigem Geruch, die mischbar mit Wasser ist. Ihre wässrige Lösung reagiert stark alkalisch.

## Verwendung
1,1,3,3-Tetramethylguanidin wird zur Herstellung von Alkylnitrilen aus Alkylhalogeniden und 3′-Alkylthymidinen aus 3′-Nitrothymidinen verwendet. Es wird auch als Katalysator für Polyurethanschaum, als Vulkanisationsbeschleuniger für Kautschuk eingesetzt und auch als starke Base bei photochemischen Reaktionen und bei  Steroidsynthesen in der pharmazeutischen Industrie verwendet. Auch als Katalysator für Umesterungen ist es geeignet.

## Sicherheitshinweise
Die Dämpfe von 1,1,3,3-Tetramethylguanidin können mit Luft ein explosionsfähiges Gemisch (Flammpunkt 50 °C, Zündtemperatur 350 °C) bilden.